# Jean Jadot (football)
Pour les articles homonymes, voir Jean Jadot.
Jean Jadot, né le 2 avril 1928 à Vottem et mort le 14 novembre 2007 à Liège, est un footballeur international belge.

## Biographie
Jean Jadot a débuté au RRC Vottem, avant d'être recruté par le Standard de Liège au cours de la saison 1948-1949. 
Il devient alors titulaire comme ailier gauche et forme alors avec Jean Mathonet, Denis Houf, Joseph Givard et André Piters, l'attaque mémorable des années 1950 du Standard. 
Jean Jadot joue 224 matchs officiels, marque 81 buts avec les Rouches et gagne des trophées nationaux : en 1954, il remporte la Coupe de Belgique et en 1958, il remporte le Championnat.
Il est le premier buteur officiel du Standard en Coupe d'Europe, le 3 septembre 1958, en 16e de finale de la Coupe d'Europe des clubs champions face au club écossais de Heart of Midlothian FC (5-1). Il joue cinq matchs et marque quatre buts lors du tournoi européen.
Il a également effectué cinq rencontres sous le maillot des Diables Rouges entre 1955 et 1960, inscrivant deux buts contre la France (2-1) et la Suisse (3-1). Il est le premier joueur belge à refuser une sélection internationale : le football belge étant amateur, l'employeur de l'époque, la SMAP, n'a pas libéré le joueur pour un déplacement en Tchécoslovaquie.
Jean Jadot termine sa carrière de joueur au RES Jamboise, de 1960 à 1963.
Il est inhumé à Vottem.

## Palmarès
- International de 1955 à 1960 (6 sélections dont 5 capes et 2 buts marqués)
- Première sélection : le 5 juin 1955, Belgique-Tchécoslovaquie, 1-3 (match amical)
- Champion de Belgique en 1958
- 206 matchs et 69 buts marqués en Division 1[4].
- Vainqueur de la Coupe de Belgique en 1954